# Provinsialständer
Provinsialständer (eller provinsständer) är en efter ståndsgrundsatsen ordnad representation för ett landskap eller en provins.
Provinsialständer fanns i Preussen (provinzialstände) från 1823, men 1875-88 ersattes de, utom i Posen, av provinsiallantdagar. Efter det preussiska mönstret ordnades i Danmark genom förordningen av 15 maj 1834 rådgivande provindsialstænder. Fyra ständerförsamlingar infördes: en för östiften, Färöarna och Island som sammanträdde i Roskilde, en för Nørrejylland i Viborg, en för Sønderjylland med Ærø och Femern i Slesvig och en för Holsten i Itzehoe.  Den 8 mars 1843 tillkom ytterligare en för Island under namn av allting. De utgjordes av medlemmar, utsedda dels av kungen, dels av och ibland olika klasser av jordägare i landet och sammanträdde vartannat år. Genom införandet av 1849 års grundlag skulle de ha försvunnit, men till följd av upproret i Slesvig och Holsten 1848 fick dessa länder behålla sina provinsialständer, nu med beslutande makt. Efter införlivandet med Preussen gällde i dem den preussiska provinsförvaltningen. 
Provinsständer (provinciale staten) är den hävdvunna, alltsedan ståndsindelningens upphävande, oegentliga benämningen på de nederländska provinsernas representation.